# 松本ゆりふぁ
松本ゆりふぁ（matsumoto yurifa、まつもとゆりふぁ、7月10日 - ）は、日本のミュージシャン、女優、アーティスト。

## 来歴・人物
東京都出身。旧芸名は松本ゆりあ。幼少時代フランス、ポンピドーセンターでアートに囲まれ過ごす。スイス・ローザンヌインターナショナルスクール留学他、物心ついた頃から世界をまわる。フランス美術評論家アラン・ジュフロに絵画の才能を認められる。Central Saint Martinsで油絵を描きながら同時にロンドンのストリートでライブも始める。元ChicのDiva Grayや、Boyz II MenのNathan Morrisに師事。
英国立ロンドン芸術大学 Central Saint Martins にて絵画を通じ芸術を学ぶかたわら、歌手として2014年世界三代ジャズフェスティバル、スイス Montreux Jazz Festival にて異例のデビュ ー。フェスティバルの長い歴史で初めてとなる日本語でのパフォーマンスをし、そのオリジナルに絶賛される。その後は Cotton Club などでライブを行い、常に満席となる。

### 年譜
- 2014年　ソロ　Performed at the Montreux Jazz Festival in Switzerland スイス・モントルージャズフェスティバル出演 。ハイレゾシングル“I’m Always Smoking Love”総合チャートNo.1（onkyo music）[1]　8月27日 - 1stアルバム「Blue」リリース[1]。レアルマドリード公式水「ソラン・デ・カブラス」 ジャパンタイアップソング収録[4]。収録曲「You Named Me Blue」が楽曲イメージから短編映画化[8]。
- 2005年　愛知万博メイン広場モニュメント「心の目」環境音楽制作[8]
- 2015年　COTTON CLUB 「Blue」Release Tour Final in Cotton Club[4]
- 2016年 produced and acted short film 「Blue」and 「The Dogu」  nominated at a short film festival officially recognized by the Academy Awards: SSFF & ASIA, French international short film festival Signes de Nuit, and others in countries including the US, Portugal, Greece, India, and Romania.
- 2019年 LA 自身写真作品　with Pamela Springsteen (Photographer for Adele, Bruce Springsteen)[9]
- 2014年上原ひろみ、布袋寅泰などと共に世界三大ジャズフェス、スイス・モントルージャズフェスティバルに出演し世界デビューする。同年デビューアルバム「Blue」(キングレコード) 邦楽JAZZ1位を獲得[1]。
- 2020年 Tokyo 自身ライブパフォーマンス　Billboard JAPAN Marunouchi[10]
- 2019年からLAと東京を行き来し、Raymond "Rey Reel" Martin（Beyoncé ”Flawless”）、 Timothy Bullock（Beyoncé ”Sandcastles”、Britney Spears ”Womanizer”） とアルバムを制作。[11]又、製作会社ROBOTが楽曲をイメージで短編映画をつくり、自身も主演、プロデュースを担当[12]。ROBOTとコラボレーションした短編映画二本 「Blue」「時のカケラ」は其々海外の映画祭で上演、受賞し高い評価を受けた。2021年監督 Irene Ashu (SKIMS By　Kim Kardashian）とMVを製作。

- 2021年 USデビューアルバム「Yurifa」リリース予定[4]。制作はレイ・リール(Rey Reel)、グラミー賞ノミネートプロデューサーであり、ビヨンセ、ドレイク、ニッキー・ミナージュ、リル・ウェインとの作品でプラチナセールスを記録。加えて、3つのアルバムにてビルボードアルバムNo.1を獲得したティモシー・ボス・ブロック(Timothy Bos Bullock）。[4]さらに最近JUNG KOOK（BTS）へ楽曲提供したジャイラ・ギブソン(Jayrah Gibson)。グラミー賞を5回も受賞したキャンディス・ウェイクフィールド(Candace Wakefield)ら。MVの監督は、アイリーン・アシュ(Irene Ashu)監督（代表作、セレーナ・ウィリアムスの「セレーナ」、キム・カーダシアンの「SKIMS」）。カバーアートは、女優・写真家の松田美由紀[9]。

- 2021年 LA 　自身Music Video撮影「Love」「Pick Up」Directed by Irene Ashu[4][9]
- 2021年 Tokyo  Short films「15 minutes」猪俣ユキ監督
- 2021年 Tokyo 自身写真作品 with 松田美由紀[4]　2021年 Tokyo 自身写真作品 with Matthew Jordan Smith[4]

## 出演
- （真壁幸紀監督、ROBOT制作）自身主演。米国アカデミー賞公認短編映画祭ショートショートフィルムフェスティバル＆アジア2016 ノミネート フランス国際短編映画際Signes de nuit in Paris上映ポルトガル国際短編映画際SIGNES DE NUIT上映アテネ国際短編映画際PSAROKOKALO 上映 ルーマニアKinofest 上映 ダラスアジアン映画祭実験短編映画部門ノミネート [1]
- 12月7日 - 「Yurifa’s Christmas Night」@Motion Blue Yokohama[8]

- 雑誌BRUTUS（11/15号）篠山紀信連載 人間関係　山田孝之×松本ゆりふぁ[8]

- 11月22日 - 海宝直人 20th Anniversary Live　ゲスト
- 10月10日 - 恵比寿ガーデンシネマROBOT Presents映画「ボクは坊さん。」公開記念特別イベント松本ゆりふぁ主演映画Blue上映、トークショー
- 9月11日 - 中洲ジャズフェスティバル　松本ゆりふぁ feat.Manami Morita
- 7月27日 - COTTON CLUB 松本ゆりふぁ Birthday Live & 「Blue」Release Tour Final in Cotton Club
- 5月8日 - ソラトニワ原宿 GOLDEN STEP ゲスト
- 4月15日 - FM NORTHWAVE「groovin mode」ゲスト
- 4月15日 - FM AIR G「MOXY」ゲスト
- 4月14日 - SAPPORO CITY JAZZ JRタワーホテル LIVE
- 3月17日 - 横浜ベイホテル東急ジャズナイト LIVE
- 2月11日 - ブルースアレイ LIVE
- 2月10日 - モーションブルーヨコハマ単独LIVE『Blue』Release Party & Valentine Night
- 1月29日発売 - 毎日新聞
- 2015年
- 12月22日発売　朝日新聞
- 12月22日、23日金沢東急ホテル2daysクリスマスディナーショー
- 12月20日みなとみらいKINGDOM Winter LIVE
- 11月28日FM YOKOHAYA 「濱ジャズ」ゲスト
- 10月31日発売　産経新聞朝刊
- 10月24日発売　読売新聞夕刊
- 全日本空輸（ANA）国際線機内オーディオ10月号-12月号（一部路線では11-1月号）アルバム「Blue」
- ANA国際線機内誌「SKY CHANNEL」
- 10月19日発売 - 日本経済新聞夕刊
- 10月14日発売 - サンデー毎日（10.26号）
- 10月8日 - 金沢東急ホテルオープンセレモニー　LIVE
- 10月4日 - Shinmachi Festa LIVE
- 9月29日 - Creators’Bonding「時ノカケラ」特別上映会、松本ゆりふぁ氏×真壁幸紀氏×別所哲也氏トークショー
- 9月26日 - J-WAVE「HELLO WORLD」ゲスト
- 9月22日発売 - JAZZ JAPAN（vol.50）
- 9月2日発売 - 東京新聞
- 8月30日 - Barneys New York Café LIVE
- 8月27日 - 1stアルバム「Blue」邦楽JAZZ一位（価格.COM)
- 8月27日発売 - SANKEI EXPRESS
- 8月23日 - 茅ヶ崎Café unite LIVE
- 8月22日発売 - JAZZ JAPAN（vol.49）
- 8月10日発売 - Rolling stone（9月号vol.89）
- 8月10日 - 丸の内ムードボード　LIVE
- 8月14日 - ミュージック・エア「MA HEADLINES#166:松本ゆりふぁ」
- 8月22日 - 福岡Love FM「music serendipity」
- 8月21日 - 福岡Love FM「Top of the Morning」
- 8月8日 - 新宿LUMINE soramachi LIVE
- ANALOG FILTER 「Journal Cubocci」
- メトロポリターナ（9月号）

## その他の活動
- 2000年角川書店出版　東京ウォーカー　特集「松本ゆりあ」
- グラム (glamb)「femme fatale」モデル
- 地球丸出版『ROD & REEL』正月号表紙
- 2005年愛知万博メイン広場モニュメント「心の目」環境音楽制作
- 2008年EMI・MSN fashion icon award & dance music award SLY賞、ニューヨークKing Street Sounds賞 W受賞
- 2011年11月 石井克人監督 アサヒフード&ヘルス一本満足バー「一本満足メン編」 出演
- オリンパスデジタルカメラ総合カタログ
- HITACHI マユクリエ HITACHI  アイクリエ
- 2001年「悪魔が棲む家2001」エピソード1主演鈴木律子役
- NHKエンタープライス制作 吉野ヶ里遺跡（平和の文化） 卑弥呼役
- 2006年11月映画「ユモレスク逆さまの蝶」YURIFA役
- 2011年6月厚生労働省がん撲滅アニメ「がんちゃんの冒険」ナース役、患者役（声優）
- ラヂオつくば「ゆりふぁのワールドアートジャーニー」MC （2011年〜）
- レインボータウンFM「ミュージックフライデー」MC （2012年〜）[13]
- UNSQUEAKY展示会、表参道 kika style、中目黒OVO、初台セカンドなどで絵画を展示
- 南青山Belleza、金子ノブアキスティックロゴデザイン[1]
- 2010年avex「ハウスディズニー」ピーターパン2「I'll try」Vo
- 2011年映画「スマグラー」（石井克人監督、ワーナー・ブラザース制作）挿入歌
- 2012年2月21日 「東京カレンダー」 INPRESS 写真　永瀬正敏　[8]
- 2012年12月号 「IZANAGI」 写真：永瀬正敏
- 2013年4月20日発売 永瀬正敏写真集 Masatoshi Nagase photography「BETWEEN TIME CHANGES」[1]
- Web Site "MEZZANINE" ワインコラム「y in music」　[1]
- 2013年アニメ・フェスティバル・アジア2013 シンガポール公式テーマソング「Origami」作詞